# Strzelin
Strzelin [ˈstʃɛlin], tyska: Strehlen, är en stad i sydvästra Polen och huvudort i distriktet Powiat strzeliński i Nedre Schlesiens vojvodskap, belägen cirka 40 kilometer söder om Wrocław. Tätorten hade 12 542 invånare i juni 2014, och utgör centralort i en stads- och landskommun med 22 117 invånare samma år.

## Geografi
Staden ligger vid floden Oława, vid foten av Strzelinbergen.

## Historia
Strehlen fick stadsrättigheter 1292. Staden och omgivningarna fick under 1700-talet en betydande tjeckisktalande minoritet av protestantiska religionsflyktingar från Böhmen. 1742 avträddes staden tillsammans med Schlesien av Habsburgmonarkin till Preussen efter österrikiska tronföljdskriget.
Från 1815 fram till 1945 tillhörde staden Landkreis Strehlen i den preussiska provinsen Schlesien, från 1871 även som del av Tyskland.
Staden drabbades av omfattande förstörelse i samband med striderna mellan Röda armén och Wehrmacht 1945. Den kvarvarande tysktalande befolkningen tvångsförflyttades västerut enligt Potsdamöverenskommelsen, då staden blev del av Folkrepubliken Polen. Staden återbefolkades av polska bosättare och flyktingar under åren efter kriget och stadskärnan återuppbyggdes i modern funktionalistisk stil.

## Kända invånare
- Błażej Augustyn (född 1988), fotbollsspelare.
- Paul Ehrlich (1854–1915), läkare och kemist.
- Johann von Ravenstein (1889-1962), tysk arméofficer i Wehrmacht.